# Подгорное (Приморский край)
Подго́рное — село в Кировском районе Приморского края. Входит в состав Кировского городского поселения.

## География
Находится в 20 километрах от районного центра, посёлка Кировский. Село расположено на берегу реки Крыловка (правый приток реки Уссури).
Дорога к селу Подгорное идёт от села Архангеловка.

## Население
| 1915 | 2002 | 2005 | 2010 |
| ---- | ---- | ---- | ---- |
| 523  | ↘56  | ↘36  | ↗44  |

Основную часть населения составляют приезжие дачники.

## Улицы
| - ул. Набережная, - ул. Новая, - ул. Речная, - ул. Таёжная, | - пер. Зелёный, - пер. Речной, - пер. Садовый, - пер. Таёжный. |

## Инфраструктура
В селе есть база отдыха на берегу озера, также имеется спортивный лагерь.